# Jacques-Mathieu Delpech
Pour les articles homonymes, voir Delpech.
Jacques-Mathieu Delpech est un médecin et chirurgien français, né à Toulouse le 2 octobre 1777  et mort assassiné le 29 octobre 1832 à Montpellier .

## Biographie
Fils d'un imprimeur toulousain, il commence à exercer comme chirurgien militaire avant d'entrer à l'Hôpital de La Grave à Toulouse. À 21 ans il devient chirurgien adjoint à l'hôpital Saint-Jacques à Toulouse. En 1801, il soutient sa thèse à Montpellier  sur " De la possibilité et du degré d'utilité de la symphysiotomie." De retour à Toulouse il crée la société de médecine et enseigne l'anatomie. De 1803 à 1812, il poursuit sa formation aux côtés de Dupuytren. Il se présente ensuite au concours de la chaire de chirurgie externe de l’université de Montpellier, où il est nommé en 1812 professeur de chirurgie à la Faculté de médecine de Montpellier, exerçant le matin et enseignant l'après midi.
Dans ses publications sur la pourriture d'hôpital, il se montre conscient, comme l'avait déjà été Claude Pouteau, du rôle joué dans la transmission de certaines maladies par les pansements et par les instruments chirurgicaux,.
Le 13 février 1815, il est reçu chevalier de la Légion d'honneur.
Il épouse, le 21 juin 1820, à Ouveillan, Rose de Berre Célicate .
Il est tué avec un fusil par Jean Demptos, un négociant bordelais qu'il avait soigné et qui se suicide aussitôt,.
Cet évènement fut narré par Alain Decaux au cours de la réception de Bertrand Poirot-Delpech à l'Académie française le 29 janvier 1987.
Il laisse une veuve et quatre fils en bas âge.

## Publications
- Précis des maladies chirurgicales, 1815 ;
- Chirurgie clinique de Montpellier, 1823 ;
- Orthomorphie, 1829 ;
- Mémorial des hôpitaux du Midi, 1831.

## Hommages
- Statue en pied , Hôpital Saint-Éloi Montpellier (16 avril 1898) porte une date de naissance erronée
- Buste en plâtre, faculté de médecine Montpellier (Alexandre Falguière sculpteur 1882 [9])  Fiche Base Mérimée culture.gouv
- Buste en marbre, musée Fabre Montpellier (don de la famille 1891)
- Buste en terre cuite, musée de Narbonne (1885)
- Rue Delpech à Montpellier
- Rue Jacques-Matthieu-Delpech Toulouse (1842)[10]
- Macaron, façade de la faculté de médecine Toulouse (1891)[11]
- Buste, salle des illustres, Capitole de Toulouse (1872)[12]

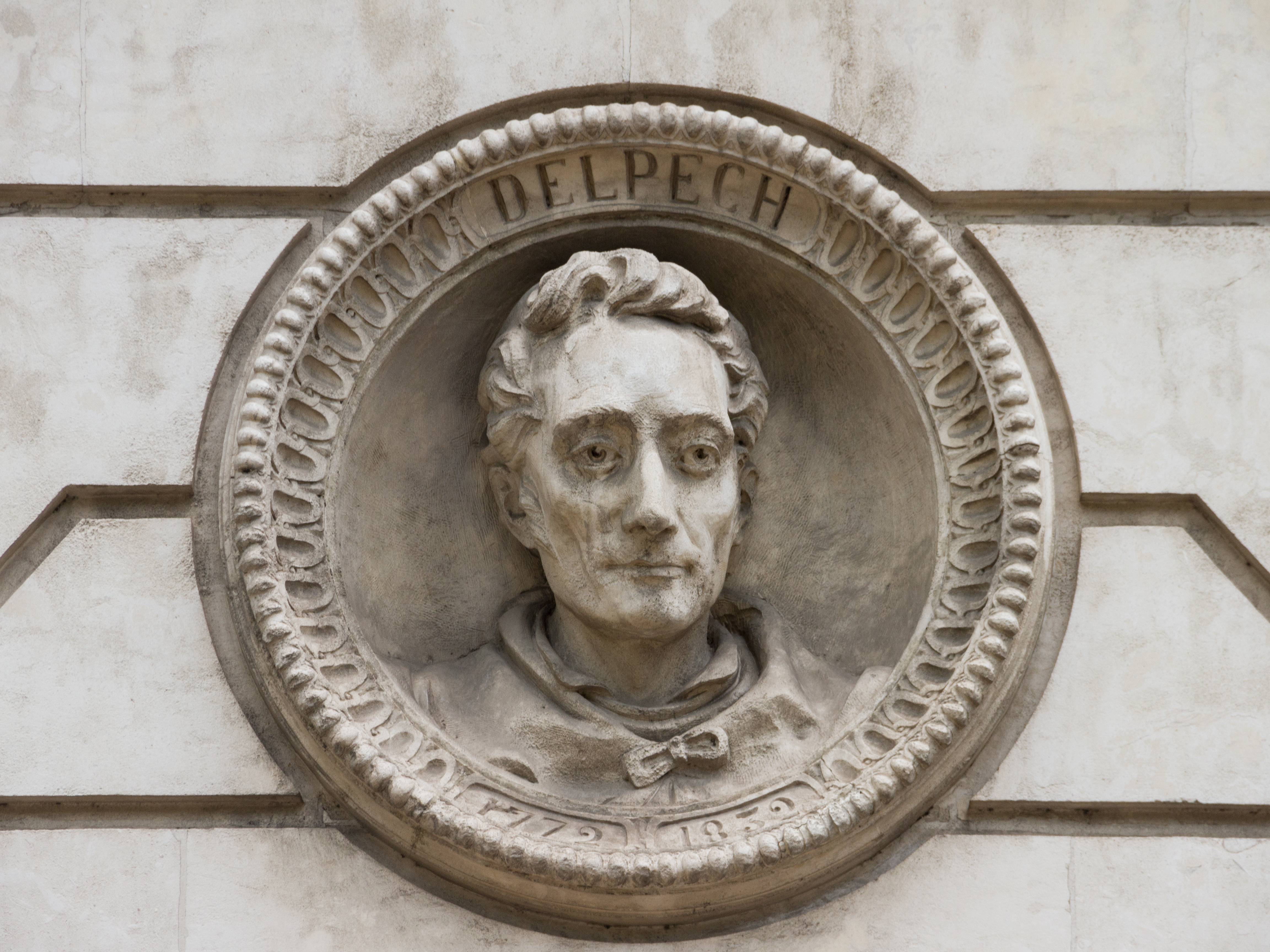
Macaron faculté de médecine Toulouse
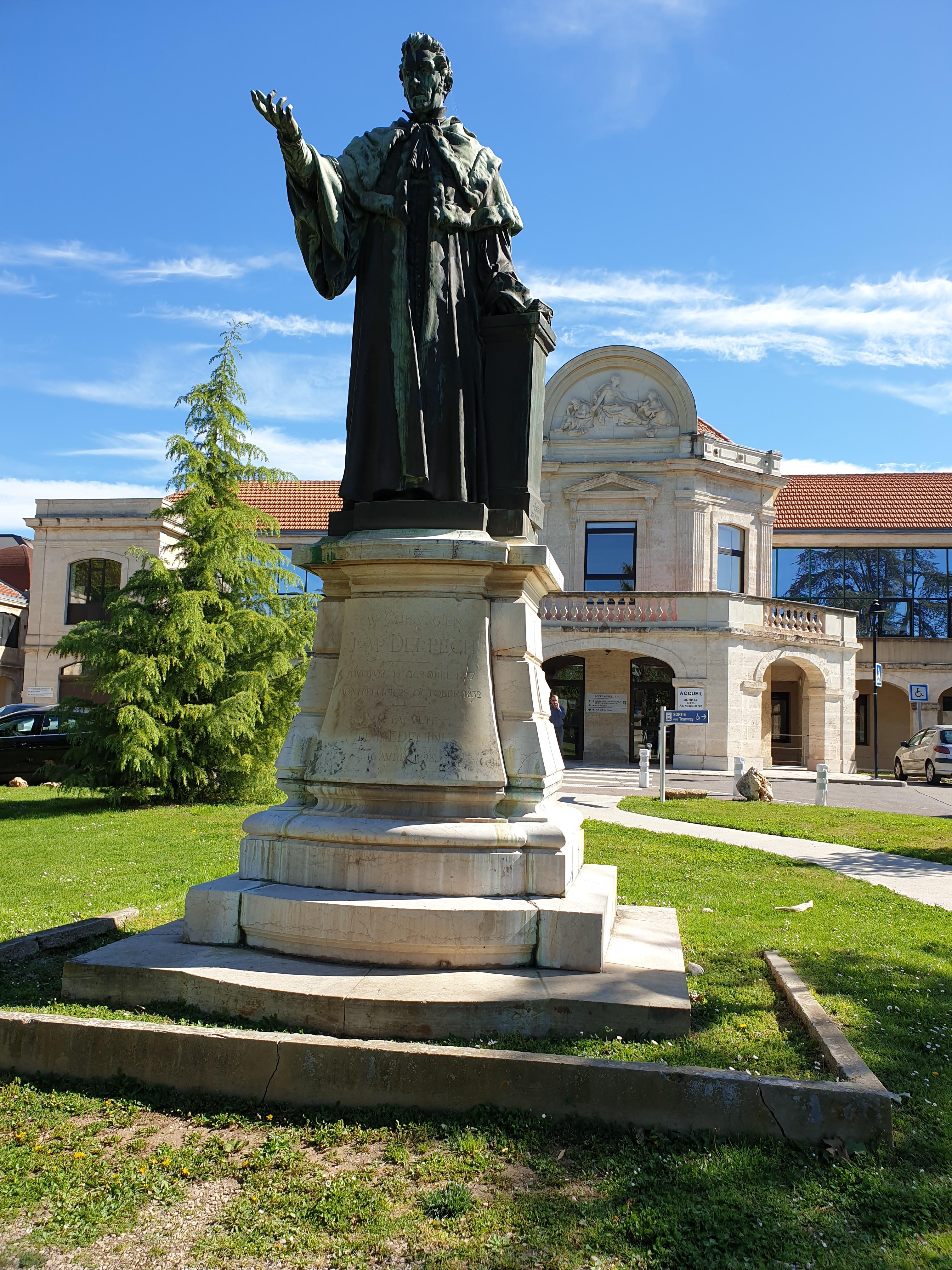
Statue par Auguste Baussan (1898) Hôpital Saint Eloi Montpellier
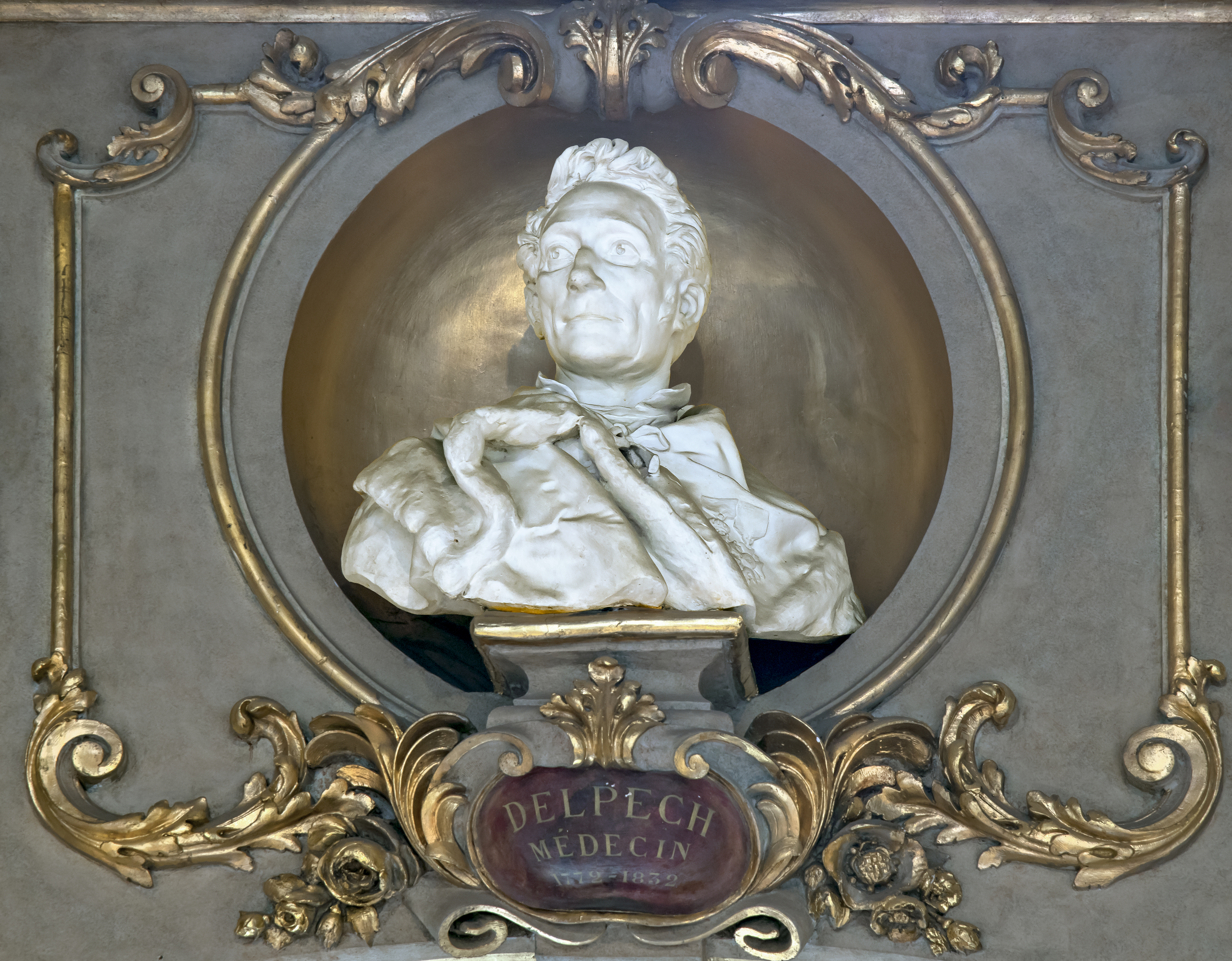
Buste salle des illustres Capitole de Toulouse

## Sources
- Biographie sofop.org
- Dossier légion d'honneur culture.gouv
- Jules Béclard,  Éloge de Delpech, lire en ligne sur Gallica.